# Rockwell (lettertype)
Rockwell is een schreeflettertype behorend tot de egyptiennes, waarbij de schreven niet gehoekt of scherp zijn en de zwaarte gelijk is aan de horizontale stokken van de letters. Het lettertype is in 1934 ontworpen in de eigen studio van de Monotype-lettergieterij. Het project werd geleid door Frank Hinman Pierpont. Egyptiennes bestaan uit gelijkvormige karakters en in typografische toon lijken ze op schreefloze lettertypes zoals Akzidenz Grotesk of Franklin Gothic.

## Vorm
Rockwell is geometrisch, zijn boven- en onderkast 'O' zijn eerder een cirkel dan ellips. Een schreef aan weerszijden boven op de hoofdletter 'A' is kenmerkend.
Vanwege zijn monotone zwaarte van stokken wordt Rockwell veelal gebruikt voor borden in plaats van bulktekst. Het lettertype is gebaseerd op een vroegere, meer condensed egyptienne-ontwerp genaamd Litho Antique.

## Gebruik
- Het Guinness Book of World Records gebruikte Rockwell in vroegere edities uit begin jaren 90.
- Docklands Light Railway gebruikte ook een vette variant van dit lettertype in de late jaren 80 tot de vroege jaren 90.
- De krant New York Times gebruikt Rockwell Extra Bold voor de koppen in de Sunday magazine.
- Computerspel fabrikant Konami gebruikt in hun arcadespel 'Beatmania III' het Rockwell-lettertype voor de songteksten.

Lettertype ITC Lubalin Graph, ontworpen door Herb Lubalin, is ook een egyptienne-variant van ITC Avant Garde dat sterk lijkt op Rockwell.